# Билоущенко, Сергей Александрович
Серге́й Алекса́ндрович Билоу́щенко (16 сентября 1981, Чаплинка) — украинский гребец, выступает за сборную Украины по академической гребле с начала 2000-х годов. Участник двух летних Олимпийских игр, бронзовый призёр Игр в Афинах, серебряный призёр чемпионата мира, обладатель двух бронзовых медалей чемпионатов Европы, многократный победитель и призёр этапов Кубка мира, регат национального значения. На соревнованиях представляет спортивный клуб «Динамо», заслуженный мастер спорта Украины.

## Биография
Сергей Билоущенко родился 16 сентября 1981 года в посёлке Чаплинка Херсонской области Украинской ССР. В возрасте тринадцати лет переехал в Николаев, где начал активно заниматься греблей. Позже проходил подготовку в Днепропетровске, состоял в физкультурно-спортивных обществах «Динамо» и «Спартак». В разное время тренировался под руководством таких специалистов как Раиса Безсонова, Виктор Потапенко, Виталий Раевский, Владимир Опальник, Юрий Павленко.
Первого серьёзного успеха добился в 1999 году, когда попал в юношескую сборную Украины и побывал на юниорском чемпионате мира в болгарском Пловдиве, где занял тринадцатое место в зачёте парных двоек. В 2001 году в той же дисциплине был девятнадцатым на молодёжном чемпионате мира в Австрии. На взрослом международном уровне дебютировал в сезоне 2002 года, в парных четвёрках одержал победу на всех трёх этапах Кубка мира, тогда как на мировом первенстве в испанской Севилье показал четвёртый результат, остановившись в шаге от призовых позиций. Год спустя на чемпионате мира в Милане финишировал в четвёрках двадцать первым. Благодаря череде удачных выступлений удостоился права защищать честь страны на летних Олимпийских играх 2004 года в Афинах, с четырёхместным экипажем, куда также вошли гребцы Олег Лыков, Леонид Шапошников и Сергей Гринь, завоевал бронзовую медаль, пропустив вперёд только команды из России и Чехии.
В 2005 году на чемпионате мира в японском Кайдзу в парных четвёрках Билоущенко занял десятое место, в следующем сезоне на мировом первенстве в Итоне выиграл серебряную медаль, ещё через год на первенстве мира в Мюнхене и первенстве Европы в Познани занял шестое и четвёртое места соответственно. Будучи одним из лидеров украинской национальной сборной, съездил на Олимпиаду 2008 года в Пекин, где с Олегом Лыковым, Сергеем Гринем и Владимиром Павловским пришёл к финишу восьмым. Также в этом олимпийском сезоне в четвёрках выиграл бронзу на чемпионате Европы в Афинах.
На европейском чемпионате 2010 года в португальском городе Монтемор-у-Велью выиграл ещё одну бронзу, в то время как на чемпионате мира в Новой Зеландии закрыл десятку сильнейших. Год спустя на чемпионате Европы в Пловдиве занял тринадцатое место в парных одиночках, ещё через год стал четвёртым в распашных рулевых восьмёрках на чемпионате Европы в Милане. На следующий олимпийский цикл Сергей Билоущенко остался в основном составе украинской национальной сборной и продолжил принимать участие в крупнейших международных регатах. Так, в 2013 году он выступил на чемпионате Европы в Севилье, заняв в парных двойках десятое место. Затем соревновался на европейском первенстве в сербском Белграде, был в безрульных распашных четвёрках шестнадцатым. За выдающиеся спортивные достижения удостоен почётного звания «Заслуженный мастер спорта Украины».